# Mathieu Crepel
Mathieu Crepel (ur. 26 października 1984 w Tarbes) – francuski snowboardzista, trzykrotny medalista mistrzostw świata.

## Kariera
W wieku 6 lat po raz pierwszy założył deskę snowboardową. Po raz pierwszy na arenie międzynarodowej pokazał się 15 lutego 1999 roku w Val d'Allos, gdzie podczas zawodów Pucharu FIS zajął 21. miejsce w snowcrossie. W 2002 roku wystartował na mistrzostwach świata juniorów w Rovaniemi, gdzie zdobył brązowy medal w half-pipie. Był to jego jedyny start w zawodach tego cyklu.
W zawodach Pucharu Świata zadebiutował 13 stycznia 2002 roku w L’Alpe d’Huez, zajmując 24. miejsce w halfpipie. Tym samym już w swoim debiucie wywalczył pierwsze pucharowe punkty. Na podium zawodów tego cyklu po raz pierwszy stanął 26 lutego 2005 roku w Sungwoo, wygrywając rywalizację w tej samej konkurencji. Wyprzedził tam Kanadyjczyka Crispina Lipscomba i Niemca Jana Michaelisa. W tym samym dniu odbyły się dwa konkursy w tej samej konkurencji, Francuz wygrał również drugi konkurs. Łącznie dziewięć razy stawał na podium zawodów PŚ, odnosząc przy tym cztery zwycięstwa. Najlepsze wyniki osiągnął w sezonie 2004/2005, kiedy to zdobył Małą Kryształową Kulę w klasyfikacji halfpipe’a.
Największe sukcesy osiągnął w 2007 roku, kiedy podczas mistrzostw świata w Arosie zdobył dwa złote medale. Najpierw zwyciężył w big air, wyprzedzając dwóch reprezentantów Finlandii: Anttiego Autti i Janne Korpiego. Następnie w halfpipie pokonał Kazuhiro Kokubo z Japonii i Kanadyjczyka Brada Martina. Wywalczył też brązowy medal w halfpipie na mistrzostwach świata w Gangwon w 2009 roku, gdzie lepsi byli jedynie Japończyk Ryō Aono i Jeff Batchelor z Kanady. Był też między innymi piąty w big air podczas mistrzostw świata w La Molina w 2011 roku. W 2006 roku wystąpił na igrzyskach olimpijskich w Turynie, gdzie zajął 17. miejsce. Brał też udział w rozgrywanych cztery lata później igrzyskach w Vancouver, gdzie halfpipe’a ukończył na dziesiątej pozycji.
W 2013 roku zakończył karierę.

## Osiągnięcia

### Igrzyska olimpijskie
| Miejsce | Dzień     | Rok  | Miejscowość | Konkurencja | Zwycięzca   |
| ------- | --------- | ---- | ----------- | ----------- | ----------- |
| 17.     | 12 lutego | 2006 | Turyn       | Halfpipe    | Shaun White |
| 10.     | 17 lutego | 2010 | Vancouver   | Halfpipe    | Shaun White |

### Mistrzostwa świata
| Miejsce | Dzień       | Rok  | Miejscowość | Konkurencja | Zwycięzca        |
| ------- | ----------- | ---- | ----------- | ----------- | ---------------- |
| 22.     | 22 stycznia | 2005 | Whistler    | Halfpipe    | Antti Autti      |
| 1.      | 19 stycznia | 2007 | Arosa       | Big air     | -                |
| 1.      | 20 stycznia | 2007 | Arosa       | Halfpipe    | -                |
| 3.      | 23 stycznia | 2009 | Gangwon     | Halfpipe    | Ryō Aono         |
| 7.      | 24 stycznia | 2009 | Gangwon     | Big air     | Markku Koski     |
| 5.      | 15 stycznia | 2011 | Barcelona   | Big air     | Petja Piiroinen  |
| 7.      | 20 stycznia | 2011 | La Molina   | Halfpipe    | Nathan Johnstone |
| DNS     | 22 stycznia | 2011 | La Molina   | Slopestyle  | Seppe Smits      |

### Puchar Świata

#### Miejsca w klasyfikacji generalnej
- sezon 2001/2002: -
- sezon 2004/2005: -
- sezon 2005/2006: 39.
- sezon 2007/2008: 203.
- sezon 2008/2009: 19.
- sezon 2009/2010: 55.
  - AFU[2]
- sezon 2010/2011: 44.
- sezon 2012/2013: 197.

#### Zwycięstwa w zawodach
1. Sungwoo – 26 lutego 2005 (halfpipe)
2. Sungwoo – 26 lutego 2005 (halfpipe)
3. Grenoble – 6 grudnia 2008 (big air)
4. Bardonecchia – 7 lutego 2009 (halfpipe)

#### Pozostałe miejsca na podium w zawodach
1. Tandådalen – 18 marca 2005 (halfpipe) – 2. miejsce
2. Valle Nevado – 15 września 2005 (halfpipe) – 2. miejsce
3. Kreischberg – 9 stycznia 2006 (halfpipe) – 2. miejsce
4. Saas-Fee – 5 listopada 2009 (halfpipe) – 2. miejsce
5. Saas-Fee – 4 listopada 2010 (halfpipe) – 3. miejsce